# Frei Zacarias
Frei Zacarias (séc. XII-séc. XIII) foi um religioso franciscano enviado em missão a Portugal em 1217 por São Francisco de Assis. 
Frei Zacarias, frei Guálter e dois outros companheiros foram os primeiros missionários franciscanos enviados a Portugal para expandir a Ordem dos Frades Menores para fora da Itália. Sua vinda foi decidida num capítulo geral (reunião) da Ordem realizado em Assis em 1217. Frei Guálter rumou ao norte de Portugal, onde fundou um convento em Guimarães. Já Zacarias, com o apoio da infanta D. Sancha (1189-1229), fundou o convento franciscano de Alenquer. O mesmo frei teria participado na fundação do Convento de São Francisco da Cidade, em Lisboa, na década de 1220.